# Loi de mesures de protection du droit au logement
Lire en ligne

(ca) LLEI 4/2016, del 23 de desembre, de mesures de protecció del dret a l'habitatge de les persones en risc d'exclusió residencial.

La loi de mesures de protection du droit au logement des personnes en risque d'exclusion résidentielle (en catalan Llei de mesures de protecció del dret a l'habitatge de les persones en risc d'exclusió residencial) est une loi adoptée par le Parlement de Catalogne, promulguée le 23 décembre 2016. Elle vise à contourner la suspension partielle de la loi de mesures urgentes sur le logement de 2015 par le Tribunal constitutionnel, pour protéger les personnes menacées de perdre leur logement.
La loi de mesures urgentes sur le logement et la précarité énergétique du 29 juillet 2015, issue d'une initiative législative populaire, a mis en place plusieurs dispositifs de lutte contre les expulsions de logement, qui ont été suspendus en mai 2016 par le Tribunal constitutionnel à la demande du gouvernement espagnol. La loi de protection du droit au logement remplace les articles suspendus par des mécanismes alternatifs : elle crée une nouvelle procédure de médiation dans les situations de surendettement, rétablit l'obligation pour les grands propriétaires de proposer un loyer social aux familles vulnérables avant de les expulser, et permet aux municipalités de recourir à l'expropriation temporaire des logements vides détenus par les banques pour augmenter le parc de logements sociaux. Elle est adoptée par le Parlement de Catalogne le 22 décembre 2016 à l'unanimité.

## Contexte

### Contexte social et politique
L'éclatement de la bulle immobilière espagnole en 2008 a débouché sur une grave crise immobilière (es). De nombreuses personnes ont été dans l'incapacité de rembourser leur emprunt immobilier, et les expulsions se sont multipliées (es). En Catalogne, 25 422 ménages sont expulsés de leur logement en 2012. Ils sont à nouveau 16 008 ménages expulsés en 2013, et 15 606 en 2014.
Le gouvernement d'Artur Mas, investi en décembre 2012 et formé par les nationalistes de centre-droit de Convergence et Union (CiU) avec le soutien sans participation d'Esquerra Republicana de Catalunya (ERC), est confronté aux conséquences de la crise économique. Il a amorcé une politique de lutte contre la spéculation immobilière, en réglementant les contrats hypothécaires dans la loi de modification du Code de la consommation du 29 décembre 2014, en créant un impôt sur les logements vides détenus par les établissements financiers par la loi du 21 juillet 2015, et en encadrant l'activité des fonds vautours qui achètent les logements de familles expulsées à des fins spéculatives. Il a également mis en place des mesures d'aide aux ménages souffrant de précarité énergétique. Cependant, les associations de défense des personnes expulsées, notamment la Plateforme des victimes du crédit hypothécaire (PAH), considèrent que la politique du gouvernement est insuffisante pour résoudre la crise du logement.
La politique du gouvernement catalan s'est heurtée à l'hostilité du gouvernement espagnol, qui conteste systématiquement les mesures de lutte contre les expulsions de logement et la précarité énergétique devant le Tribunal constitutionnel. Le décret-loi sur la précarité énergétique est suspendu en octobre 2014 par le Tribunal constitutionnel, ce qui paralyse son application, puis annulé en avril 2016. La loi de modification du Code de la consommation est partiellement contestée par le gouvernement espagnol, et également suspendue en octobre 2015. Cette stratégie est critiquée en Catalogne, et, dans un contexte de débat sur le droit à l'autodétermination, alimente l'indépendantisme catalan.

### La loi de mesures urgentes sur le logement et sa suspension
En juillet 2012, la Plateforme des victimes du crédit hypothécaire (PAH) est à l'origine d'une initiative législative populaire (ILP) pour lutter contre les expulsions de logement au niveau de l'État espagnol, qui recueille 1,4 million de soutiens. Le Parti populaire, qui détient la majorité absolue au Congrès des députés, modifie le contenu du texte, et approuve en avril 2013 une réforme très éloignée de l'initiative législative populaire. Les auteurs de l'initiative estiment que leur proposition a été dénaturée.
Un an après cet échec, les mouvements de lutte contre les expulsions et la pauvreté déposent une initiative législative populaire au niveau catalan, dans le but de faire adopter par le Parlement de Catalogne les mesures repoussées par le Congrès des députés. L'initiative est portée par un collectif d'associations conduit par la Plateforme des victimes du crédit hypothécaire, avec l'Aliança contra la pobresa energètica et l'Observatori DESC (ca). Elle recueille 143 380 signatures en quatre mois, soit presque le triple des 50 000 soutiens exigés, et est déposée au Parlement en mai 2015.
La proposition débouche sur la loi de mesures urgentes sur le logement et la précarité énergétique, adoptée par le Parlement de Catalogne à l'unanimité le 23 juillet 2015, après un examen en temps record de deux semaines, lors de la dernière session plénière avant la dissolution du Parlement. Elle prévoit quatre ensemble de mesures :
- Elle crée un mécanisme de « deuxième chance » pour les personnes surendettées, qui passe par une procédure de médiation avec leurs créanciers, et, en cas d'échec de celle-ci, la possibilité donnée au juge d'annuler les dettes restantes après la liquidation des actifs du débiteur ;
- Elle donne aux grands propriétaires de logement l'obligation de proposer un loyer social aux ménages vulnérables avant de les expulser ;
- Elle introduit des mesures de lutte contre la précarité énergétique, notamment le principe de précaution qui interdit aux fournisseurs de couper l'eau, l'électricité ou le gaz aux personnes vulnérables sans avertir préalablement les services sociaux ;
- Pour reloger les personnes expulsées, elle permet aux municipalités d'obtenir la cession forcée des logements vides détenus par les établissements financiers.

Entrée en vigueur en août 2015, la loi de mesures urgentes sur le logement et la précarité énergétique permet rapidement de réduire le nombre d'expulsions de logement, et de diminuer de 32 000 le nombre de coupures d'énergie et d'eau aux personnes vulnérables. Cependant, elle rencontre l'opposition du gouvernement espagnol qui, malgré les demandes répétées du gouvernement catalan, décide de contester la loi devant le Tribunal constitutionnel en avril 2016. Le recours partiel concerne l'essentiel des mesures de lutte contre les expulsions, mais pas l'article sur la précarité énergétique.
Le recours devant le Tribunal constitutionnel suscite l'indignation générale en Catalogne. Le nouveau président Carles Puigdemont convoque le 3 mai 2016 un sommet politique et social au Palais de la Généralité. La réunion met en évidence le front commun entre le gouvernement, les partis politiques, les municipalités et les entités sociales pour défendre la loi contestée. Il annonce que le gouvernement va présenter un nouveau projet de loi pour « laisser sans effets pratiques la suspension » en remplaçant les articles contestés. Le 29 mai 2016 à Barcelone, une manifestation contre la suspension de nombreuses lois sociales catalanes par le Tribunal constitutionnel rassemble plusieurs dizaines de milliers de personnes, qui revendiquent les droits sociaux et nationaux des Catalans.
Le Tribunal constitutionnel suspend les articles contestés de la loi de mesures urgentes sur les expulsions et la précarité énergétique le 31 mai 2016, pour une durée de cinq mois. En septembre 2016, il décide de maintenir la suspension, au motif que la loi est préjudiciable aux établissements financiers.

## Adoption

### Projet de loi
Après l'annonce du président Carles Puigdemont le 3 mai 2016, la rédaction du nouveau texte commence dès le lendemain, afin d'adopter la nouvelle législation le plus vite possible. Entre mai et juillet 2016, plus d'une dizaine de réunions de travail sont organisées entre le gouvernement, les municipalités et les entités sociales. Le groupe de travail parvient à un accord entre le gouvernement, la mairie de Barcelone, les deux associations de municipalités,  l'Associació Catalana de Municipis (ca) (ACM) et la Federació de Municipis de Catalunya (ca) (FMC) et les représentants des avocats en juillet 2016. Les auteurs de l'ILP, notamment la Plateforme des victimes du crédit hypothécaire (PAH), se désolidarisent du texte après avoir participé à sa rédaction, car ils estiment que les mesures proposées sont en recul par rapport à la loi suspendue.
L'avant-projet de loi est présenté lors d'un deuxième sommet politique et social convoqué par le président Carles Puigdemont au palais de la Généralité, le 29 juillet 2016, jour du premier anniversaire de la promulgation de la loi de mesures urgentes sur le logement et la précarité énergétique. Trois mois après le premier sommet qui avait lancé le processus législatif, le gouvernement, les partis politiques, les municipalités et entités sociales catalanes réaffirment leur volonté d'approuver une nouvelle loi pour garantir le droit au logement et protéger les personnes vulnérables.
Le projet de loi adopté par le conseil exécutif le 4 octobre 2016. La conseillère à la gouvernance, aux administrations publiques et au logement, Meritxell Borràs, déclare que le projet est « une réponse que nous faisons, en tant que pays » aux attaques de l'État espagnol, et que le texte est « juridiquement impeccable », de sorte que le gouvernement espagnol ne puisse pas le contester à moins de recourir à des « arguments politiques ».
La stratégie du gouvernement consiste à contourner la suspension par le Tribunal constitutionnel en concevant des mécanismes juridiques alternatifs à ceux qui ont été suspendus. Trois points sont ainsi reformulés :
- La procédure de médiation dans les situations de surendettement, contestée par le gouvernement espagnol qui estime qu'elle empiète sur les compétences exclusives de l'État en matière de droit processuel, est rétablie sur le fondement des compétences de la Généralité en matière de droit de la consommation. La nouvelle procédure s'appuie sur les règles du Code de la consommation de Catalogne (ca). Elle prévoit la création de commissions territoriales de médiation entre les banques et les ménages surendettés.
- L'obligation aux grands propriétaires de proposer un loyer social aux ménages vulnérables avant de les expulser de leur logement est rétablie, mais le dispositif est limité à trois ans renouvelables une fois.
- La faculté donnée aux municipalités d'obtenir la cession forcée des logements vides détenus par les établissements financiers, contestée par le gouvernement espagnol comme portant atteinte au droit à la propriété, est transformée en procédure d'expropriation temporaire. Le nouveau mécanisme s'appuie sur le droit de l'expropriation, et explicite qu'elle vise à répondre à « la violation de l'usage social du logement » par les propriétaires de logements vides.

Par ailleurs, le projet de loi augmente de 72 à 234 le nombre de municipalités où est reconnue l'existence d'une forte demande de logements sociaux, qui peuvent ainsi recourir à l'expropriation temporaire des logements vides, et où s'applique l'impôt sur les logements vides.
Le projet de loi intègre une quinzaine de modifications proposées par les municipalités et les entités sociales, notamment sur la composition des commissions de médiation et le caractère renouvelable du loyer social. Cependant, les rédacteurs de l'initiative législative populaire critiquent les nouvelles dispositions, car ils estiment qu'il s'agit d'une régression par rapport à la loi de 2015.

### Adoption par le Parlement
Le projet de loi est débattu par le Parlement de Catalogne le 9 novembre 2016. Aucun groupe politique ne s'y oppose.
Au cours de l'examen la loi, la municipalité de Barcelone, dirigée par Ada Colau, et d'autres municipalités de l'aire métropolitaine, soutenues par le groupe politique Catalunya Sí que es Pot (CSQP) et la Candidature d'unité populaire (CUP), réclament l'adoption de mesures contre la pression spéculative qui alimente une bulle des loyers dans certains quartiers de la capitale. Elles demandent que la loi prévoie un mécanisme d'encadrement des loyers et sanctionne les loyers abusifs. Elles proposent de limiter le montant des loyers à 30 % des revenus moyens dans la municipalité concernée. La majorité gouvernementale de Junts pel Sí (JxSí) refuse d'incorporer ces propositions dans le texte en cours d'examen, mais s'ouvre à traiter cette question dans une proposition de loi future. Le gouvernement crée un groupe de travail avec les administrations et les associations intéressées.
En novembre 2016, les maires des six plus grandes villes de l'aire métropolitaine se réunissent, à l'initiative d'Ada Colau, pour demander au gouvernement une loi plus ambitieuse. Ils soutiennent le projet du gouvernement, mais réclament des mesures supplémentaires pour résoudre la crise immobilière à laquelle ils sont confrontés, notamment l'encadrement des loyers et davantage de moyens pour les municipalités.
Au Parlement, CSQP et la CUP déposent une série d'amendements conjoints qui traduisent les demandes des entités sociales et des municipalités. Ils proposent trois mesures principales : inclure au budget des « parties ouvertes », dont les montants ne seraient pas limitatifs, pour lutter contre la crise du logement ; réglementer les loyers pour lutter contre la spéculation immobilière ; et donner aux municipalités davantage de moyens d'ordonner la suspension des expulsions de ménages en difficulté. Ils demandent également que la loi reconnaisse les situations d'occupation irrégulière de logements vides par nécessité.
Le projet de loi est adopté en commission le 13 décembre 2016. La commission de la gouvernance, des administrations publiques et du logement s'accorde sur un texte qui ordonne au gouvernement de proposer une loi sur le loyer abusif dans un délai de neuf mois, et qui reconnaît l'occupation de logements comme un phénomène social.
La loi de mesures de protection du droit au logement des personnes en risque d'exclusion résidentielle est adoptée à l'unanimité par le Parlement de Catalogne le 22 décembre 2016, moins de six mois après son annonce. Elle est la première loi adoptée à l'unanimité de la XIe législature. Une grande partie des amendements proposés par les partis de gauche ont été acceptés. Tous les groupes politiques votent pour le texte, mais Ciutadans (C's) et le Parti populaire catalan (PPC) votent contre certains articles. En revanche, la Plateforme des victimes du crédit hypothécaire (PAH) ne soutient pas le projet de loi, car elle estime que les modifications par rapport à la loi de mesures urgentes sur le logement et la précarité énergétique de 2015 sont un renoncement au « changement de paradigme » que constituait la loi précédente : au lieu de faire porter la responsabilité de la crise du logement sur les établissements financières, elle apporte des réponses publiques à la pauvreté sans remettre en cause la spéculation immobilière. Lluís Rabell, pour Catalunya Sí que es Pot (CSQP), et Joan Garriga, pour la Candidature d'unité populaire (CUP), défendent la nécessité des amendements refusés. Le rapporteur pour Ciutadans, Sergio Sanz, qualifie le discours de la majorité de « victimisme nationaliste » et critique les subventions aux médias publics. Fernando Sánchez, rapporteur pour le PPC, accuse les partis indépendantistes d'« immaturité psychologique et [d']infantilisme politique ».

## Contenu
La loi comprend 18 articles, 12 dispositions additionnelles, 7 dispositions finales et une annexe. Son titre préliminaire (article 1 à 4) établit l'objet, les principes, les modalités d'action et les définitions de la loi,.

### Comissió d'Habitatge i Assistència per a Situacions d'Emergència Social
Le titre I (articles 5 à 9) crée la Comissió d'Habitatge i Assistència per a Situacions d'Emergència Social (CHASE) pour coordonner l'action des administrations publiques catalanes pour garantir le droit au logement. Elle est formée de sections territoriales dans chacune des sept délégations territoriales du gouvernement. Elle est composée des représentants des différents départements exécutifs du gouvernement, et des représentants des associations municipales, des associations de défense des consommateurs, des établissements financiers, des avocats, du secteur de l'immobilier, des syndicats et des associations de défense du droit au logement. Son rôle est de superviser les procédures de médiation, d'élaborer des critères communs pour orienter l'action de l'administration, de ratifier les décisions des médiateurs et d'approuver les échéanciers de paiement, de dénoncer les violations de la loi, et d'appliquer les droits des femmes dans son champ d'action. Elle prend des décisions collégiales à la majorité,.

### Mesures protectrices en matière de logement et de consommation
Le titre II comprend trois chapitres destinés à protéger les personnes vulnérables en matière de logement.
Le chapitre I (article 10 à 14) organise la procédure de médiation dans les situations de surendettement. Il établit qu'elle est régie par le Code de la consommation (ca). Elle peut être sollicitée par le débiteur ou le créancier auprès de la CHASE. Le médiateur étudie la situation de la personne surendettée et propose un plan d'assainissement pour redresser sa situation économique. Celui-ci est soumis à la CHASE qui peut recommander des modifications.
Le chapitre II (article 15) prévoit l'expropriation temporaire de logements vides pour augmenter le parc de logements sociaux. Les administrations publiques peuvent recourir à l'expropriation forcée de l'usage de logements vides pour une période de quatre à dix ans. Le dispositif s'applique aux logements situés dans les municipalités où la demande de logements sociaux est forte, et qui sont inscrits au registre des logements vides. La loi organise la procédure d'expropriation.
Le chapitre III (articles 16 à 18) vise à résoudre la situation des personnes privées de logement. Les propriétaires de logements vides ont l'obligation de proposer une solution de relogement aux personnes vulnérables avant de les expulser, en leur proposant un loyer social pendant trois ans, renouvelables une fois,.

### Dispositions finales et annexes
La disposition finale quatrième prévoit que le gouvernement élabore un règlement sur les logements irrégulièrement occupés qui appartiennent à des personnes publiques,.
La disposition finale sixième enjoint au gouvernement de présenter un projet de loi sur le logement locatif dans un délai de neuf mois, notamment pour lutter contre les loyers abusifs,.
Dans son annexe, la loi énumère les municipalités où la forte demande de logements sociaux est reconnue. La liste passe de 72 à 234 municipalités, ce qui leur donne davantage de moyens de lutter contre les exclusions, leur permet de recourir à l'expropriation forcée des logements vides et étend le champ d'application de l'impôt sur les logements vides,.

## Application
La loi entre en vigueur le 30 décembre 2016.
Au moment de la rédaction du texte, le gouvernement prévoit que les besoins pour reloger les personnes en risque d'exclusion seront de 2100 logements en 2017, selon une estimation haute. Ces logements peuvent être mobilisés par les municipalités en recourant à l'expropriation temporaire des logements vides prévue par la loi. Une fois déduits les coûts de remise en état des logements, qui sont à la charge du propriétaire, l'expropriation temporaire coûterait 14 millions d'euros, partagés entre la Généralité et les municipalités.
Avec l'augmentation du nombre de municipalités où la forte demande de logements sociaux est retenue, le gouvernement prévoit une augmentation du produit de l'impôt sur les logements vides de 20 millions d'euros.
En janvier 2017, la conseillère à la gouvernance, aux administrations publiques et au logement, Meritxell Borràs, demande au gouvernement espagnol de retirer le recours contre la loi de mesures urgentes sur le logement et la précarité énergétique, et de ne pas contester la loi de mesures de protection du droit au logement devant le Tribunal constitutionnel.